# Max Kleiber
Max Kleiber (Zurigo, 4 gennaio 1893 – Davis, 5 gennaio 1976) è stato un biologo svizzero.
Dopo aver frequentato le scuole primarie a Biel Benken e le superiori a Therwil, Kleiber studiò a Zurigo. Si laureò presso il Politecnico federale di Zurigo in Biologia Agraria nel 1920, conseguì il titolo di dottorato di ricerca (PhD) nel 1924 e divenne un docente privato dopo la pubblicazione della sua tesi "Il concetto di energia nella Scienza della Nutrizione".
Nel 1929 giunse al Dipartimento di Zootecnia dell'Università della California a Davis per costruire camere di respirazione e condurre ricerche sul metabolismo energetico negli animali. 
Tra i suoi più importanti risultati, due sono particolarmente degni di nota. Nel 1932 giunse alla conclusione che il valore pari al peso corporeo elevato alla potenza ¾ fosse la migliore base per la predizione della velocità del metabolismo basale (BMR) degli animali e per comparare i fabbisogni di nutrienti di animali di taglie diverse; tale conclusione divenne in seguito nota come "legge di Kleiber". Inoltre, pose le basi per la conclusione che l'efficienza totale dell'utilizzo dell'energia è indipendente dalla dimensione corporea.
Questi concetti e parecchi altri fondamentali per la comprensione del metabolismo energetico sono discussi nel volume di Kleiber The Fire of Life ("Il fuoco della vita"), pubblicato nel 1961 e successivamente tradotto in tedesco, polacco, spagnolo e giapponese.